# Seznam klubů železničních modelářů
Tento seznam vyjmenovává Kluby železničních modelářů (mají vlastní právní subjektivitu) a kroužky železničních modelářů v České republice, které jsou součástí jiných právnických osob (např. škol, DDM - domu dětí a mládeže nebo SVČ - středisek volného času a jiné).

## Tabulka
| Jihočeský       | KŽM České Budějovice                                   | České Budějovice        | 1979[zdroj?] | zde                                                             |
| Jihočeský       | KŽM DDM Jindřichův Hradec                              | Jindřichův Hradec       |              | zde Archivováno 8. 9. 2017 na Wayback Machine.                  |
| Jihomoravský    | Klub modelářů železnic Brno I                          | Brno                    |              | zde                                                             |
| Jihomoravský    | Klub modelová železnice Vracov                         | Vracov                  |              | zde Archivováno 3. 3. 2018 na Wayback Machine.                  |
| Jihomoravský    | KŽM Slovácko                                           | Moravský Písek          |              | zde                                                             |
| Jihomoravský    | KŽM SVČ Znojmo                                         | Znojmo                  |              | zde Archivováno 8. 9. 2017 na Wayback Machine.                  |
| Karlovarský     | Roco klub cz                                           | Cheb                    |              | zde                                                             |
| Karlovarský     | KŽM DDM Karlovy Vary                                   | Karlovy Vary            |              | zde                                                             |
| Karlovarský     | KŽM Ostrov                                             | Ostrov                  |              | zde                                                             |
| Karlovarský     | KŽM Sokolov                                            | Sokolov                 |              | zde www.kzmsokolov.cz                                           |
| Královéhradecký | KŽM Bernartice                                         | Bernartice              |              | zde                                                             |
| Královéhradecký | KŽM DDM Jednička                                       | Dvůr Králové nad Labem  |              | https://kzm.717.cz/ Archivováno 24. 7. 2021 na Wayback Machine. |
| Královéhradecký | KŽM Juniorklubu Hradec Králové                         | Hradec Králové          |              | zde                                                             |
| Královéhradecký | JaRomo Jaroměř                                         | Jaroměř                 |              | zde                                                             |
| Královéhradecký | Spolek železničních modelářů Jičín                     | Jičín                   |              | zde                                                             |
| Královéhradecký | KŽM DDM Kostelec nad Orlicí                            | Kostelec nad Orlicí     |              | zde                                                             |
| Královéhradecký | KŽM Trutnov                                            | Trutnov                 | 1970[zdroj?] | zde                                                             |
| Královéhradecký | KŽM Třebechovice pod Orebem                            | Třebechovice pod Orebem |              | zde                                                             |
| Liberecký       | KŽM Liberec                                            | Liberec                 |              | zde                                                             |
| Olomoucký       | KŽM Lutín                                              | Lutín                   |              | zde                                                             |
| Olomoucký       | KŽM DDM Magnet Mohelnice                               | Mohelnice               |              | zde                                                             |
| Olomoucký       | TT Moduly Olomouc                                      | Olomouc                 |              | zde Archivováno 23. 9. 2017 na Wayback Machine.                 |
| Olomoucký       | KŽM DDM Olomouc                                        | Olomouc                 |              | zde                                                             |
| Olomoucký       | KŽM Přerov                                             | Přerov                  | 1964[zdroj?] | zde                                                             |
| Olomouc         | KŽM ZŠ DDM Krasohled Severovýchod Zábřeh               | Zábřeh                  |              | zde                                                             |
| Moravskoslezský | Železniční modeláři Lhota u Opavy                      | Háj ve Slezsku          |              | zde Archivováno 8. 9. 2017 na Wayback Machine.                  |
| Moravskoslezský | KŽM Havířov                                            | Havířov                 |              | zde                                                             |
| Moravskoslezský | Klub modelářů Karviná                                  | Karviná                 |              | zde a zde                                                       |
| Moravskoslezský | Klub OstraMo                                           | Ostrava                 |              | zde                                                             |
| Moravskoslezský | KŽM SVČ Ostrava                                        | Ostrava                 |              | zde                                                             |
| Pardubický      | Společnost přátel železničního modelářství a železnice | Choceň                  |              | zde                                                             |
| Pardubický      | KŽM Chrudim                                            | Chrudim                 |              | zde Archivováno 19. 8. 2017 na Wayback Machine.                 |
| Pardubický      | KŽM DDM Delta                                          | Pardubice               | 2011         | zde                                                             |
| Pardubický      | Modelová železnice Sezemice a Pardubice                | Pardubice               | 2016         | zde                                                             |
| Plzeňský        | KŽM Klatovy (zaniklý ???)                              | Klatovy                 |              | zde                                                             |
| Plzeňský        | KŽM Plzeň                                              | Plzeň                   |              | zde                                                             |
| Plzeňský        | KŽM ZŠ Tachov                                          | Tachov                  |              | zde                                                             |
| Praha           | KŽM Praha 3                                            | Praha 3                 |              | zde                                                             |
| Praha           | KŽM DDM Praha 4                                        | Praha 4                 | 2007         | zde                                                             |
| Praha           | Modelářský kroužek modulové železnice Slivenec         | Praha 5                 |              | zde                                                             |
| Praha           | Železnice Podbaba                                      | Praha 6                 | 1962[zdroj?] | zde                                                             |
| Evropa          | Klub Zababov z.s. H0, TT, N                            | koresp. Praha 5         | 2002[zdroj?] | zde                                                             |
| Evropa          | Spolek Zababov, Zababov H0                             | koresp. Pardubice       | 2016[zdroj?] | zde                                                             |
| Evropa          | FREMO e.V. N, TT, H0, 00, 0, I                         | koresp. Weidenberg (DE) | 1981[zdroj?] | zde                                                             |
| Středočeský     | Železniční modeláři Jesenice u Rakovníka               | Jesenice u Rakovníka    | 1963[zdroj?] | zde Archivováno 22. 8. 2020 na Wayback Machine.                 |
| Středočeský     | KŽM Kladno                                             | Kladno                  |              | zde                                                             |
| Středočeský     | Železniční modelářský kroužek Lysá nad Labem           | Lysá nad Labem          |              | ???                                                             |
| Středočeský     | Spolek železničních modelářů Pečky                     | Pečky                   |              | zde                                                             |
| Středočeský     | KŽM Roztoky u Prahy                                    | Roztoky u Prahy         |              | zde Archivováno 26. 10. 2017 na Wayback Machine.                |
| Ústecký         | Železniční modeláři DDM Děčín                          | Děčín                   |              | zde                                                             |
| Ústecký         | KŽM DDM Rozmarýn                                       | Litoměřice              |              | zde                                                             |
| Ústecký         | KŽM SVČ Most                                           | Most                    |              | zde Archivováno 12. 3. 2017 na Wayback Machine.                 |
| Ústecký         | KŽM Moldaváček                                         | Osek                    |              | zde                                                             |
| Ústecký         | KŽM ZŠ Roudnice nad Labem                              | Roudnice nad Labem      |              | zde                                                             |
| Ústecký         | Spolek modelářů Ústí nad Labem                         | Ústí nad Labem          |              | zde                                                             |
| Vysočina        | KMŽ Chotěboř                                           | Chotěboř                |              | zde                                                             |
| Vysočina        | KŽM DDM Jihlava                                        | Jihlava                 |              | ???                                                             |
| Vysočina        | KŽM DDM Třebíč                                         | Třebíč                  |              | zde Archivováno 15. 9. 2021 na Wayback Machine.                 |
| Vysočina        | KŽM Velké Meziříčí                                     | Velké Meziříčí          |              | zde                                                             |
| Zlínský         | Železniční modeláři SVČ TYMY Holešov                   | Holešov                 | 1989[zdroj?] | zde                                                             |
| Zlínský         | KŽM DDM Luhačovice                                     | Luhačovice              |              | zde                                                             |
| Zlínský         | Železniční modeláři SVČ Domeček Valašské Meziříčí      | Valašské Meziříčí       | 2016[zdroj?] | zde                                                             |
| Zlínský         | KŽM DDM Astra Zlín                                     | Zlín                    |              | zde                                                             |